# Primitivos portugueses
Primitivos portugueses es la denominación común, en Portugal, para su pintura en la segunda mitad del siglo XV y comienzos del siglo XVI. Se considera la cuna (y la cima) de la expresión pictórica de ese país. Varias exposiciones de 2011, en Lisboa-Évora y en Valladolid, han proyectado esas piezas internacionalmente.

## 1910, el inicio de una denominación
La pintura portuguesa de la segunda mitad del siglo XV (con ecos flamencos) y la de comienzos del siglo XVI (en donde ya se percibe el influjo italiano) se ha considerado como una expresión artística excelente y de autonomía propia de Portugal sólo a comienzos del siglo XX, cuando aparece —en 1910— el libro patriótico de José de Figueiredo, Arte Portuguesa Primitiva. O pintor Nuno Gonçalves. 
Antes esa denominación era inexistente en la historia del arte. Pieza enorme y de gran peso en ese grupo de obras es el valioso conjunto de tablas denominado Panéis de S. Vicente.
Buena parte de los Primitivos portugueses se conserva en el Museu Nacional de Arte Antiga de Lisboa, aunque también hay piezas en otros museos provinciales (Oporto, Viseu, Lamego, Évora) y en algunos edificios religiosos. Se conservan básicamente gracias a la protección de los objetos tras la desamortización realizada en el siglo XIX, al igual que sucedió en España.

## Trayectoria de los Primitivos
En 1941 se hizo una gran exposición en Lisboa Primitivos portugueses, 1450-1550, pero reinventando el pasado; se trataba, además de difundirlo, de mostrar sobre todo el triunfo de Portugal en la fase de los descubrimientos y expansión mundial.
Entre finales de 2010 y abril de 2011 se organizó, ahora con mucho rigor y amplitud, la exposición Primitivos portugueses, 1450-1550. O século de Nuno Gonçalves, en el Museu Nacional de Arte Antiga de Lisboa y en el Museu de Évora. El rótulo imitaba el título de Figueiredo, con Nuno Gonçalves, el pintor ibérico más importante del siglo XV a juicio de Sánchez Cantón. Se hizo en el marco de las Conmemoraciones del Centenario de la República portuguesa (1911). Tuvo un enorme éxito esa muestra, con piezas traídas, además, de Francia, Italia o Polonia, si bien la mayoría de esa pintura se halla en Portugal (por contraste con el arte de otros países).
A continuación, el Museo Nacional Colegio de San Gregorio (hoy, Museo Nacional de Escultura) presentó Primitivos. El siglo dorado de la pintura portuguesa. 1450-1550, en Valladolid, de junio a octubre de 2011. Se trataba de dar a conocer en España la magnífica pintura portuguesa sobre tabla de los siglos XV y XVI. Era una amplia selección, de 48 obras, procedentes de colecciones portuguesas (sobre todo, de Lisboa), entre las que se encontraban algunos de los retablos más bellos de la época, junto con obras mucho menos conocidas que se han restaurado y dado a conocer gracias a este proyecto de Portugal, extendido al resto de la Península. Estuvo comisariada por José Alberto Seabra y Joaquim Caetano, conservadores del Museo Nacional de Arte Antiguo de Lisboa, y por María Bolaños en su edición española.
El discurso expositivo partía de una secuencia cronológica, pero agrupaba las obras mediante comparaciones estilísticas e iconográficas, para documentar y cuestionar los conceptos de "originalidad" e "identidad nacional" que tradicionalmente se han asociado a este brillante ciclo creativo portugués, iniciado por Nuno Gonçalves y continuado por pintores sobresalientes de la primera mitad del siglo XVI, como Francisco Henriques, Jorge Afonso, Gregório Lopes o Cristovão de Figueiredo, entre otros.

## Galería de obras selectas

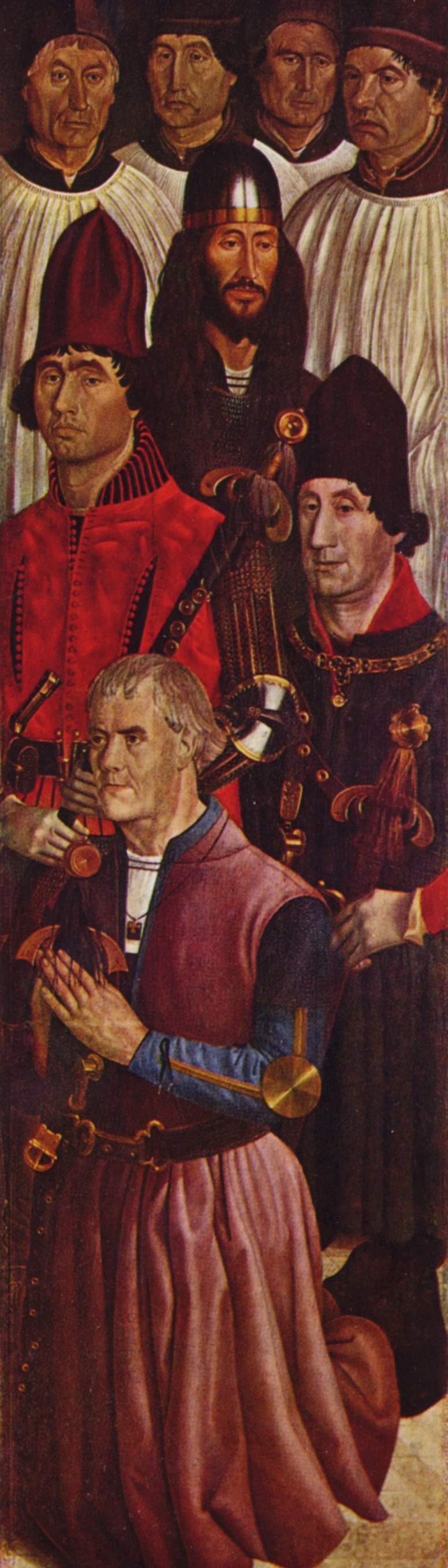
Nuno Gonçalves, Caballeros orantes
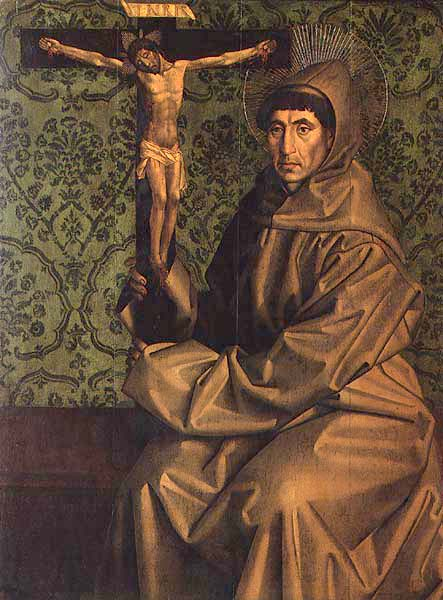
Nuno Gonçalves, Santo con crucifijo
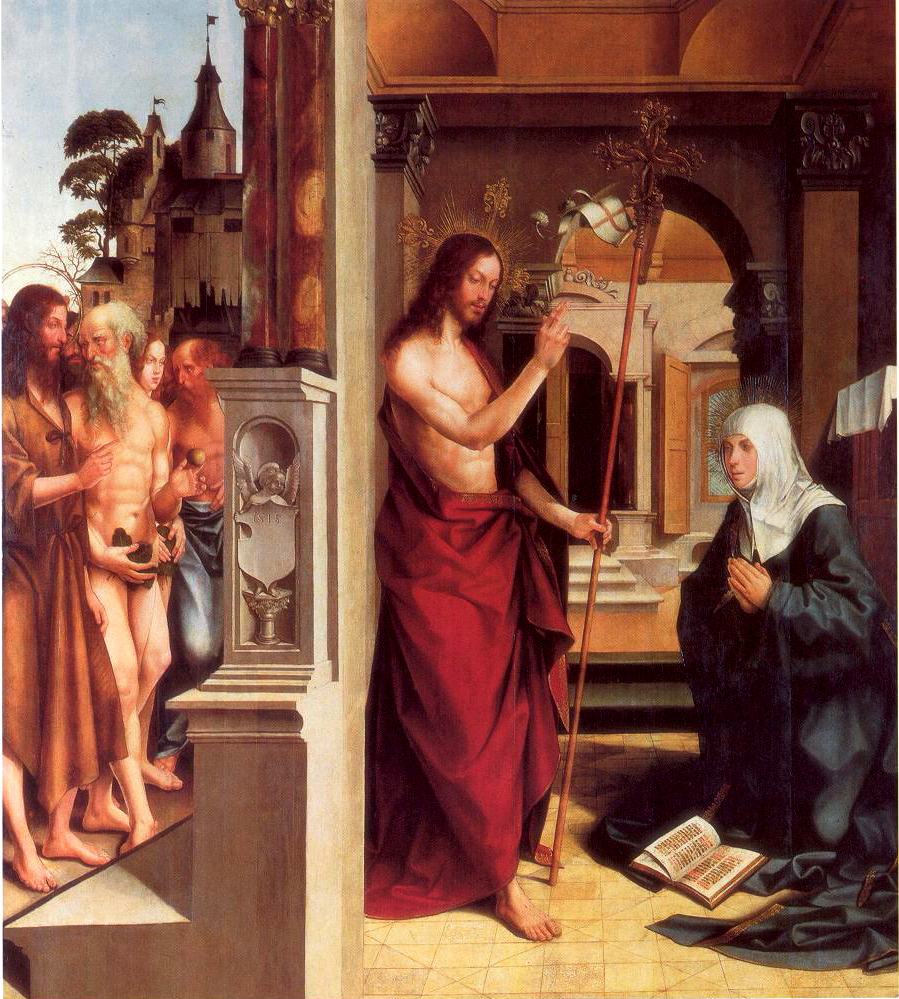
Jorge Afonso, Aparición de Cristo resucitado a la Virgen
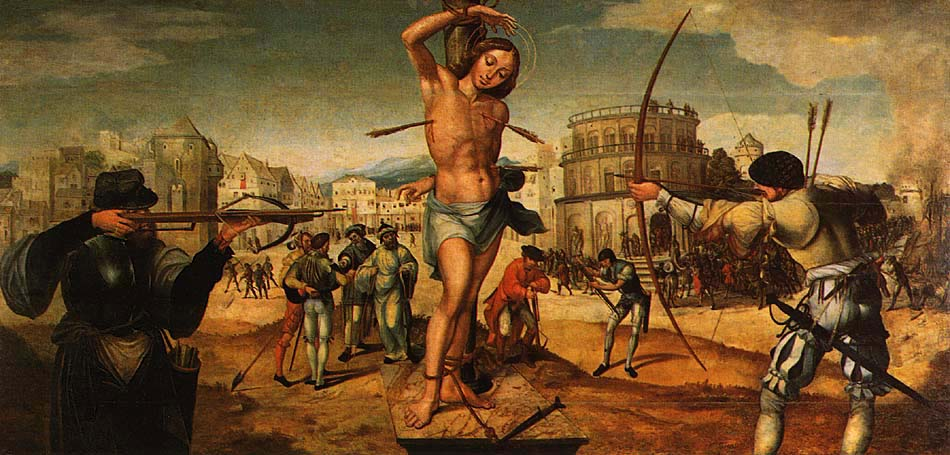
Gregório Lopes, Martirio de san Sebastián

La exposición de Valladolid permite mostrar en España, por vez primera (pues las tablas que apenas abandonan su sede, por razones de conservación), obras clave de esta edad dorada del arte portugués, a través de 48 tablas al óleo de maestros como Nuno Gonçalves, Grão Vasco, Francisco Henriques, Mestre da Lourinhã, Frei Carlos, Jorge Afonso o Cristóvão de Figueiredo. Portugal de se encontraba en plena experimentación científica y cultural y alcanzaba por entonces su máxima irradiación cosmopolita, como muestra también su literatura. 
La exposición muestra un momento de audacia en el arte. Los pintores inventan un mundo nuevo, cuyos escenarios, aunque describan el Paraíso o el infierno, se localizan en escenarios terrenales y visibles habitados por una humanidad muy de carne y hueso, con retratos extraordinarios. Es una pintura compleja, cuya riqueza viene dada por la unión de fantasía narrativa, elegancia de sus líneas, manifiesta brillantez cromática, original realismo de sus rostros, ambiente heroico con fabulosos fondos de paisaje y abundancia de símbolos; a todo ello se suman y el gusto por las anécdotas, las menudencias, los gestos, los objetos y los adornos.
A partir de 2011, la expresión Primitivos portugueses tiene un más claro sentido en la historia del arte europeo.